# Rappler
Rappler (palabra compuesta por «rap» y «ripple») es un sitio web de noticias en línea filipino con sede en Pásig, Gran Manila (Filipinas). Fue fundado por la ganadora del Premio Nobel de la Paz 2021, María Ressa, junto con un grupo de periodistas filipinos y tecnoprendedores. Comenzó como una página de Facebook llamada MovePH en septiembre de 2011 y evolucionó hasta convertirse en un sitio web el 1 de enero de 2012.
En 2018, agencias bajo el gobierno filipino iniciaron procedimientos legales contra Rappler. Rappler y su personal alegaron que estaban siendo objetivo por sus revelaciones sobre corrupción gubernamental, el uso de bots y trolls para favorecer a la administración de Rodrigo Duterte y la documentación de la guerra contra las drogas en Filipinas.
En octubre de 2021, Maria Ressa, cofundadora de Rappler, y el periodista ruso Dmitri Murátov fueron galardonados con el Premio Nobel de la Paz por su labor en defensa de la libertad de expresión en sus respectivos países.

## Historia
Con la idea de periodistas profesionales utilizando redes sociales y fuentes colectivas para la distribución de noticias, Rappler fue fundado en 2011 por la periodista filipina María Ressa junto con sus amigos empresarios y periodistas. La lluvia de ideas para la empresa comenzó en algún momento de 2010, cuando María Ressa estaba escribiendo su segundo libro, From Bin Laden to Facebook. Otras personas clave involucradas en su conceptualización y creación fueron la exdirectora de Newsbreak y editora gerente de ABS-CBN News Channel, Glenda Gloria; la periodista y profesora de la Universidad Ateneo de Manila, Chay Hofileña; la exproductora ejecutiva de TV Patrol, Lilibeth Frondoso; el pionero de Internet en Filipinas, Nix Nolledo; el empresario de Internet, Manuel I. Ayala; y el exdirector gerente de NBCUniversal Global Networks Asia-Pacífico, Raymund Miranda.
Rappler se lanzó al público por primera vez como sitio web de versión beta el 1 de enero de 2012, el mismo día en que el Philippine Daily Inquirer publicó una nota de Rappler que reveló la historia del entonces jefe de Justicia de Filipinas, Renato Corona, quien había recibido un doctorado de la Universidad de Santo Tomás sin haber presentado la disertación requerida. El sitio web se lanzó oficialmente en su evento #MoveManila en la Far Eastern University en Manila, el 12 de enero de 2012.

### Cobertura de campañas de noticias falsas en Filipinas
En 2016, Rappler comenzó a criticar al gobierno de Filipinas liderado por Duterte, que acababa de asumir el cargo, y su controvertida guerra contra las drogas. Esto ocurrió después de que Rappler detectara una red de seguidores pagados y cuentas falsas en Facebook que difundían noticias falsas relacionadas con Duterte.
El 11 de enero de 2018, la Comisión de Bolsa y Valores de Filipinas (SEC, por sus siglas en inglés) revocó la licencia de Rappler para operar como entidad de «medios de comunicación masivos», por presuntamente violar las restricciones de participación extranjera en los medios de comunicación establecidas en la Constitución, al ser propiedad completamente extranjera. Posteriormente, Rappler solicitó una petición de revisión ante la Corte de Apelaciones el 28 de enero, pero fue rechazada el 26 de julio de 2018, al considerar que no hubo un grave abuso de discreción por parte de la SEC. Muchas organizaciones y comités periodísticos vieron el acto como una intimidación destinada a silenciar a la oposición y controlar la libertad de prensa.
El 26 de octubre de 2017, Rappler se unió a la Red Internacional de Verificación de Hechos (IFCN, por sus siglas en inglés) del Instituto Poynter. Esto llevó a que Facebook seleccionara a Rappler y Vera Files en abril de 2018 como sus socios filipinos en su programa global de verificación de hechos, en parte debido a su participación en la IFCN. Bajo este programa, las historias de noticias falsas aparecerán en una posición más baja en los feeds de noticias de los usuarios y reducirán las posibilidades de que la gente vea esas historias. El programa, según un ejecutivo de Facebook, «es una de las formas en que esperamos identificar y reducir de manera más efectiva el alcance de las noticias falsas que se comparten en nuestra plataforma». Un portavoz del gobierno filipino apoyó el programa de verificación de hechos, pero se opuso a la colaboración de Facebook con Rappler.

### Orden de cierre por la Comisión de Bolsa y Valores
El 29 de junio de 2022, María Ressa emitió un comunicado en el que afirmaba que el gobierno filipino había ordenado el cierre de Rappler. La orden de cierre llegó justo cuando el expresidente Rodrigo Duterte estaba a punto de dejar el cargo. La Comisión de Valores y Cambio declaró que decidió mantener la orden de cierre debido a los hallazgos de su propia investigación y a la decisión de los tribunales que consideró que el modelo de financiación de Rappler era inconstitucional. Ressa comentó sobre la sentencia y la calificó de «tácticas de intimidación». También declaró que seguirán agotando todos los recursos legales para luchar contra la sentencia. Además, señaló que Rappler seguirá operando debido a que la orden solo es ejecutable con la aprobación de un tribunal.

«Esto es intimidación. Estas son tácticas políticas. Nos negamos a sucumbir ante ellas. No vamos a renunciar voluntariamente a nuestros derechos. Y realmente no deberíamos. Sigo apelando a eso porque cuando renuncias a tus derechos, nunca los recuperarás».
María Ressa

El 9 de agosto de 2024, la 7.ª División Especial de la Corte de Apelaciones promulgó una decisión del 23 de julio que anuló la orden de la Comisión de Valores y Cambio de 2018 de cerrar Rappler por motivos de propiedad extranjera, citando «grave abuso de discreción» y otras violaciones legales y constitucionales por parte de la anterior. En efecto, la Corte, al otorgar el certiorari y la prohibición de Rappler, ordenó a la SEC que restaurara el certificado de incorporación de Rappler, Inc. y Rappler Holdings Corporation.

## Características notables

### Función de medidor de estado de ánimo
El «Mood Meter» (en español: medidor de estado de ánimo) es un widget web incrustado en cada uno de los blogs y artículos de Rappler. Aparece como burbujas de colores que muestran cómo las personas reaccionan a las historias. Los lectores pueden elegir entre ocho reacciones emocionales diferentes y las diez historias más reaccionadas en las últimas 48 horas se muestran en el Mood Navigator (navegador de estado de ánimo).
El Mood Meter de Rappler, similar a las reacciones de Facebook, ganó la Medalla de Bronce a la Experiencia de Marca en los Premios Boomerang de 2012, patrocinados por la Asociación de Mercadeo de Medios de Internet de Filipinas.

### Plataforma Lighthouse
En 2020, Rappler lanzó su nueva plataforma de entrega de contenido y participación comunitaria con varias características como la compatibilidad con WCAG 2.0 AA, moderación de contenido a través de temas, blogs en vivo y suscripciones prémium.

### Rappler+
Rappler+ es un programa de membresía exclusivo de Rappler lanzado en 2019. Además de boletines semanales, los miembros obtienen acceso a informes de investigación, datos de investigación, informes de la industria y libros electrónicos producidos por la firma de medios digitales y periodismo de investigación.

### Agos
Agos es una plataforma de crowdsourcing enfocada en la reducción y mitigación del riesgo de desastres utilizando tecnologías digitales como la inteligencia artificial y las redes sociales.

## Asuntos legales
Desde 2017, varias agencias gubernamentales han presentado múltiples demandas legales contra Rappler. The Guardian y Reporteros Sin Fronteras consideran estas demandas colectivamente como «acoso judicial». Entre otros casos, hay alegatos de irregularidades en la propiedad y evasión de impuestos. Tanto Ressa como Chel Diokno, un abogado de derechos humanos que representa a Rappler, relacionan una declaración del presidente Duterte sobre la propiedad de Rappler durante su discurso sobre el Estado de la Nación en 2017 con la oleada de demandas legales contra Rappler procedentes de todas las áreas del poder ejecutivo. Si todos los casos presentados contra Ressa relacionados con su gestión de Rappler hasta el 18 de junio de 2020 resultaran en veredictos de culpabilidad después de la última apelación, y las sentencias se cumplieran de manera consecutiva, enfrentaría alrededor de 100 años de prisión.

### Revocación del certificado de constitución
El 11 de enero de 2018, la Comisión de Valores y Cambio de Filipinas (SEC) revocó el certificado de incorporación de Rappler debido al uso por parte de Rappler de los Recibos de Depósito de Filipinas (PDRs). La SEC afirmó que las disposiciones del PDR emitido por Rappler a Omidyar Network otorgan al grupo de inversión estadounidense control sobre los demás titulares de PDR de las empresas de medios locales, así como sobre sus políticas corporativas, lo que, según la SEC, es una violación de las disposiciones constitucionales sobre propiedad y control extranjero. Rappler afirmó que era 100 % de propiedad filipina y que Omidyar solo invierte en la empresa de medios. A pesar de la revocación del certificado, la SEC declaró que Rappler aún podía operar ya que su decisión no era definitiva, señalando que la empresa de medios también podía impugnar la decisión ante la Corte de Apelaciones dentro de los 15 días. El Palacio de Malacañang sugirió que los autores de Rappler aún pueden continuar publicando en su sitio web como blogueros. El 28 de febrero, Omidyar Network donó sus PDR de Rappler a los editores y ejecutivos de Rappler.
Rappler alegó que la revocación de su certificado fue un ataque contra la libertad de prensa. La Unión Nacional de Periodistas de Filipinas (NUJP), la Asociación de Corresponsales Extranjeros de Filipinas (FOCAP) y el Instituto de Prensa de Filipinas (PPI) dijeron que la resolución de la SEC forma parte de un patrón de restricción a la crítica. El Club de Prensa Nacional de Filipinas, por otro lado, apoyó la decisión de la SEC. Otros grupos, como el Centro de Periodismo de Investigación de Filipinas y el Centro para la Libertad de Prensa y la Responsabilidad, también expresaron preocupaciones sobre la revocación y la libertad de prensa en el país en general.
Miembros del Senado y la Cámara de Representantes de Filipinas, en su mayoría de la oposición, emitieron declaraciones de preocupación, describiendo la revocación por parte de la SEC de la licencia de Rappler como «una pérdida para las voces disidentes y la libertad de expresión», «acoso puro» y «directamente del libro del dictador», y una «afrenta a la libertad de prensa». El grupo de defensa legal CenterLaw dijo que la medida era inconstitucional ya que la SEC negó a Rappler el debido proceso. También dijo que la acción de la SEC era «equivalente a una restricción previa» de «un crítico conocido de la guerra contra las drogas del gobierno».
El gobierno filipino negó la acusación, señalando que el presidente Rodrigo Duterte podría haber utilizado las fuerzas armadas para implementar el cierre de Rappler, como han hecho varios gobiernos extranjeros, pero no lo hizo. El consejero legal principal de la presidencia defendió a la SEC, diciendo que el trabajo de la SEC era simplemente castigar a los infractores de la ley.
El 8 de marzo de 2018, la Oficina de Impuestos Internos (BIR, por sus siglas en inglés) presentó cargos penales y de evasión de impuestos contra Rappler Holdings Corp. ante el Departamento de Justicia (DoJ, por sus siglas en inglés) por presuntamente evadir ₱133 millones en impuestos. La petición de revisión de Rappler respecto a la decisión de la SEC fue rechazada posteriormente por la Corte de Apelaciones el 26 de julio de 2018, al no encontrar un abuso grave de discreción por parte de la SEC.
El 29 de junio de 2022, Ressa lanzó una declaración durante una conferencia internacional afirmándo que la SEC había mantenido su decisión anterior de revocar la licencia de operación de Rappler. Ressa también declaró que Rappler presentará un recurso de apelación debido a «procedimientos que fueron altamente irregulares» en la decisión de la SEC.

### Difamación cibernética
La Oficina Nacional de Investigación de Filipinas (NBI, por sus siglas en inglés) emitió una citación a Ressa y a un exreportero de Rappler el 18 de enero de 2018, en relación con una denuncia por difamación en línea presentada por el empresario privado Wilfredo Keng. La denuncia se refería a un artículo de 2012 que informaba que el entonces presidente del Tribunal Supremo de Filipinas, Renato Corona, había estado utilizando un vehículo de lujo propiedad de Keng. El informe también afirmaba que Keng estaba involucrado en el tráfico de personas.
El 8 de marzo de 2018, la Oficina Nacional de Investigación presentó ante el Departamento de Justicia (DoJ) una denuncia por difamación cibernética contra Rappler y sus funcionarios (María Ressa, el exreportero de Rappler Reynaldo Santos Jr., quien escribió la historia, y los directivos y funcionarios Manuel Ayala, Nico Jose Nolledo, Glenda Gloria, James Bitanga, Felicia Atienza, Dan Albert de Padua y Jose Maria G. Hofilena) en relación con un artículo de noticias publicado en 2012, en el que se citó en la denuncia que «A diferencia de los materiales publicados en papel impreso, las declaraciones difamatorias en línea, como las contenidas en el artículo difamatorio escrito y publicado por los sujetos, se consideran indudablemente como un delito continuo hasta que el artículo difamatorio sea eliminado o retirado. De lo contrario, lo mismo constituye una violación continua del artículo 4 (c) (4) de la Ley de Prevención del Ciberdelito de 2012».
Ressa fue arrestada el 13 de febrero de 2019 y pasó una noche en la cárcel antes de poder pagar su fianza. El arresto fue criticado por grupos de oposición y periodistas, quienes consideraron que el arresto estaba políticamente motivado. El juicio comenzó el 23 de julio de 2019. Ressa y Reynaldo Santos Jr. fueron condenados por difamación cibernética por la Rama 46 del Tribunal Regional de Primera Instancia (RTC) de Manila el 15 de junio de 2020, y sentenciados a un máximo de seis años de prisión, además de ser ordenados a pagar multas de ₱400,000 cada uno. Los defensores de los derechos humanos y la libertad de prensa han caracterizado la decisión del tribunal como un golpe a la libertad de prensa y la democracia.
Después del veredicto, Keng demandó a Ressa nuevamente por un cargo diferente de difamación cibernética, esta vez por un tuit que escribió el 15 de febrero de 2019, que contenía una captura de pantalla del artículo de 2002 de The Philippine Star que se discutió en el artículo de Santos Jr. Keng declaró que al republicar el artículo, «[Ressa] comunicó feloniosamente las imputaciones maliciosas contra mí, no solo a sus 350.000 seguidores en Twitter, sino a cualquiera que tenga acceso a Internet». Keng luego retiró la denuncia por difamación cibernética después de perder supuestamente el interés en el caso.
El 8 de julio de 2022, la Rama 46 del Tribunal Regional de Primera Instancia de Manila confirmó la condena por difamación cibernética de María Ressa y Reynaldo Santos Jr., sentenciándolos a cumplir un mínimo de 6 meses y 1 día y un máximo de 6 años, 8 meses y 20 días de prisión.

### Casos de impuestos
El 3 de diciembre de 2018, se envió una orden de arresto para la fundadora de Rappler, María Ressa, a la estación de policía de Pásig, por presuntas omisiones en las declaraciones del IVA (impuesto al valor agregado) de Rappler, en relación con el caso People of the Philippines v. Rappler Holdings Corp. and Maria Ressa (R-PSG-18-02983-CR). Sin embargo, su comparecencia en este caso se suspendió ya que presentó una moción para anular la acusación, y no fue arrestada en conexión con esta orden, ya que pagó una fianza de ₱60,000 el mismo día. A partir de enero de 2020, el caso sigue suspendido, ya que el Tribunal Regional de Primera Instancia de Pásig aún no ha emitido una resolución sobre la moción.
El 29 de marzo de 2019, Ressa fue arrestada nuevamente al llegar al Aeropuerto Internacional Ninoy Aquino procedente de un viaje al extranjero. La orden de arresto fue emitida por la Rama 265 del Tribunal Regional de Primera Instancia de Pásig contra Ressa en relación con otro caso que ella y los miembros de la junta directiva de Rappler de 2016 enfrentan, esta vez por presuntas violaciones de la Ley Anti-Dummy (C.A. No. 108). Ressa pagó una fianza de ₱100,000 el mismo día.
En enero de 2023, un tribunal filipino absolvió a Ressa y Rappler de los cargos de evasión de impuestos derivados del caso de 2018.

## Estructura de propiedad
A partir de 2017, Rappler es propiedad principalmente de Rappler Holdings Corporation, que a su vez es propiedad de Dolphin Fire Group (31.2 %), María Ressa (23.8 %), Hatchd Group (17.9 %), Benjamin So (17.9 %) y un 9.3 % de acciones minoritarias.
Rappler originalmente obtuvo fondos mediante la emisión de Recibos Depositarios Filipinos (PDR), lo que permitió a las empresas extranjeras Omidyar Network y North Base Media invertir en Rappler.
| Cantidad   | Fecha de emisión     | Emisión         |
| ---------- | -------------------- | --------------- |
| 264,601    | 9 de mayo de 2015    | NBM Rappler*    |
| 11,764,117 | 29 de julio de 2015  | NBM Rappler*    |
| 7,217,257  | 2 de octubre de 2015 | Omidyar Network |

El 28 de febrero de 2018, Omidyar Network donó sus recibos depositarios filipinos (PDR) a los editores y ejecutivos de Rappler.
La recaudación de Rappler en 2020 se desglosa de la siguiente manera:
- Consultorías (43 %)
- Publicidad directa (22 %)
- Subvenciones (15 %), detalladas a continuación
- Publicidad programática (9 %)
- Otros (3 %)

Rappler recibe subvenciones para verificación de hechos, investigación relacionada e iniciativas para abordar la desinformación en línea de organizaciones como:
- Facebook como parte del programa de verificadores de hechos de terceros
- Fundación Nacional para la Democracia
- Fundación Friedrich Naumann
- Internews
- Meedan
- Iniciativa de noticias de Google

## Controversias y críticas
En 2021, Rappler generó controversia y fue criticado por los internautas filipinos por el tono de su título sobre la muerte de Eli Soriano.